# G.I. Joe: The Atlantis Factor
GI Joe: The Atlantis Factor är ett NES-spel utvecklat av KID och utgivet av Capcom 1992.

## Handling
Efter att Cobra Commander överlevt sin senaste strid mot GI Joes gäng, har han lyckats finna den mytologiska ön Atlantis på havets botten, och lyckats få upp ön igen. På ön bygger han nu upp en bas, och tänker använda den i kampen om världsherraväldet.

### Fotnoter
1. 1 2  ”G.I. Joe: The Atlantis Factor for NES”. GameFAQs. Arkiverad från originalet den 21 juni 2014. https://web.archive.org/web/20140621093559/http://www.gamefaqs.com/nes/587292-gi-joe-the-atlantis-factor. Läst 8 juni 2014.